# Dennis Wilshaw
Dennis Wilshaw, (född den 11 mars 1926 i Stoke, England, död den 12 maj 2004) är en före detta engelsk fotbollsspelare. 
Fastän han föddes i Stoke så var det en talangscout från Wolverhampton Wanderers som såg hans talang och värvade honom. Två år lånades han ut till Walsall. Wolves legendariska tränare Stan Cullis gav honom chansen mot Newcastle United 1949, Dennis gjorde alla tre målen när wolves vann med 3-0. 
Han hann göra 112 mål på 232 matcher för Wolves innan han såldes till Stoke City december 1957. Där hann han göra 49 mål på 108 matcher innan en svår skada tvingade honom att sluta spela.
Han gjorde 10 mål på 12 matcher för engelska landslaget 1953-1956 varav 4 mot Skottland april 1955.

## Meriter
- Engelsk mästare 1954
- Division 1 brons 1946-1947
- FA-cupen 1949